# Flugplatz Imsweiler

i7
i11
i13
Der Flugplatz Imsweiler (ICAO-Code: EDRQ) ist ein Sonderlandeplatz in Imsweiler in Rheinland-Pfalz. Er wird durch den Flugsportverein Imsweiler e. V. betrieben.

## Lage
Der Flugplatz liegt etwa 18 km nördlich von Kaiserslautern im Donnersbergkreis. Naturräumlich liegt er im Nordpfälzer Bergland.

## Flugbetrieb
Der Flugplatz Imsweiler hat keine geregelten Öffnungszeiten (PPR). Er ist zugelassen für Segelflugzeuge, Ultraleicht- und Motorflugzeuge bis 2000 kg Gesamtabflugmasse. Segelflugzeuge starten per Windenstart und Flugzeugschlepp. Der Flugplatz verfügt über eine 490 m lange Start- und Landebahn aus Gras sowie eine 235 m lange Landebahn aus Gras für Segelflugbetrieb. Auf dem Flugplatz ist auch der Rettungshubschrauber Christoph 66 der ADAC Luftrettung stationiert.

## Geschichte
Der Flugplatz Imsweiler wurde am 24. November 2020 als Sonderlandeplatz genehmigt. Die Gestattung der Betriebsaufnahme erfolgte am 28. April 2021.